# حزب التيار المصري
حزب التيار المصري هو حزب سياسي مصري شارك في تأسيسه عدد من شباب ثورة 25 يناير وأعضاء سابقون في جماعة الإخوان المسلمين، من أعضائه أسماء محفوظ وعبد الرحمن هريدى ومصطفى عبد الرازق .منهم أيضاً محمد القصاص أحد الناشطين البارزين
حزب التيار المصري هو حزب شبابي ثوري يؤمن بحتمية استكمال اهداف الثورة، ويتبنى قيم اللامركزية، تمكين المهمشين، تجاوز الأستقطاب الأيدولوجي، الديمقراطية التشاركية
وكيل المؤسسين: محمد درويش  ويضم أعضاء من ائتلاف شباب الثورة.
حزب التيار المصري عضو مؤسس في تحالف الثورة مستمرة.
حزب التيار المصري عضو مؤسس في جبهة طريق الثورة.
حزب التيار المصري عضو في حملة لا للمحاكمات العسكرية للمدنيين.
حزب التيار المصري أسس عدة حملات تتبنى حقوق متحدي الإعاقة فرسان التحدي ،مش هتكون لوحدك.

## وصلات خارجية
- الصفحة الرسمية على الفيسبوك  على فيسبوك.